# ピーター・パン (キャラクター)

ピーター・パンのイラスト

ピーター・パン（Peter Pan）は、イギリス・スコットランドの作家ジェームス・マシュー・バリーの戯曲『ピーター・パン－すなわち、大人になりたがらない少年（Peter Pan; or, the Boy Who Wouldn't Grow Up）』、小説『ピーター・パンとウェンディ（Peter and Wendy）』の主人公である架空の少年。
名前の由来はピーター・ルウェリン・デイヴィスと、ギリシャ神話のパンから。初出は1902年の小説『小さな白い鳥』（The Little White Bird）の13章。

## 人物
ネバーランドに住む少年で空を自由に飛ぶ事が出来、決して大人になることがない。ウェンディたちの居る部屋を訪れた時に、ダーリング夫人に見つかり、丁度タイミング良く現れた飼い犬のナナに飛びかかられ、驚いて逃げる際に窓を閉められてちょんぎれてしまった影を取り戻すためにやってくる。ちょっとうぬぼれの強い気取り屋であるが勇気ある少年。ただし覚えることが苦手ですぐに忘れてしまう。筋だらけの枯葉を樹液で貼り付けた服を着ている。ダーリング夫人に見つかった時、彼女が大人だとわかると、小さい真珠のような綺麗に生え揃った乳歯で歯ぎしりをしている。
- Maude Adamsが演じたピーター・パン（1905年）
- ネバーランドで笛を吹くピーター・パンのイラスト（F. D. Bedford画 1911年）
- ケンジントン・ガーデンズにあるピーター・パンの像（George Frampton作 1912年）

## サイレント映画版
服装は服とズボンの色が緑色で、緑色の帽子を被る(服には白い襟がついている)。帽子には、赤と白のツートンカラーの羽がついている。

## ディズニー版
勇気ある一本気な青年で、黄緑色の服と帽子と、緑色のズボンと、土色の靴を着る。短剣を持っている。帽子についている羽の色は赤である。

### 『ピーター・パン』
ネバーランドに住む永遠の少年。公式設定によると年齢は12歳。パートナーとして妖精ティンカーベル(ティンク)を連れている。また、隠れ家に迷子(ロストボーイ)たちと共に住んでおり、彼らにとってピーターの命令は絶対である。命令に背いたり、ピーターの意にそぐわない行動を起こすと反逆罪とみなされ、処罰を受ける。基本的に正義感が強く、相手と取り交わした約束はたとえ自分に不利なものであっても遵守しようとする。一方で女性たちに人気があることを多少鼻にかけている節があり、度々女心を理解せずに軽薄な言動をとって、ティンクやウェンディを怒らせる事があるが、本人いわく「ティンクが世界で一番大切」とのこと。また、子供特有といえる残酷さも併せ持っており、フック船長の左手を切り落としてワニに食べさせたことも「ただの遊び」と反省している様子はない。ネバーランドから現実世界にやってくることもしばしばあるらしく、ウェンディの自分に関する話を(ダーリング家の窓の外で)聞くことを楽しみにしている。その際に飼い犬のナナに影を奪われてしまい、彼が失った影を奪還しにやってきたことで物語が始まる。飛翔能力を持つが、本人いわく「どうやって飛べるようになったか忘れた」らしい。一応「楽しいことを考えるだけで飛べる」とは語っている。インディアン集落に戻った後、酋長の一人「空飛ぶ鷲」として迷子たちにいろんな事を教える（その際ウェンディに「夢見たいな事を吹き込まないで」と言われた）。酋長になった時は、ウェンディの事を「小さなお母さん」と呼んでいた。ドクロ岩にいたときに、海の魔物を声を演じた描写がある。終盤では「ピーター・パン船長」と名乗り、ウェンディ達三人（ウェンディ、ジョン、マイケルの三人）をロンドンへ帰してあげた。
- バリーの設定に基づいた設定になっている。
- 大人になりたくない様な事を言ったような描写がある（その言葉とは「大人になったら二度と戻れないからな」である）。
- アニメーション監督はミルト・カール。

### 『ピーター・パン2』
フック船長にさらわれてしまったジェーンを助け出し、ロストボーイ達とともに遊ぶ楽しさや子供らしさについて教える。終盤でジェーンを送り届けた際ウェンディと再会し、大人になっても自分を覚えていた事を喜んだ。

### 『キングダム ハーツシリーズ』
ネバーランドにやってきたソラたちと協力する。

### 『チップとデールの大作戦 レスキュー・レンジャーズ』
偽造版を作るために偽造版スタジオを設立しギャングのボスとなった「スウィート・ピート」として登場。
かつて『ピーター・パン』シリーズ二部作で永遠の少年として過ごしていたが、自身が年を取ってることに絶望し、今の職業に就く。この作品のディズニー・ヴィランズの一人で、ジミーたちを使ってチップを捕らえた後手術機で改造しようとした。その理由は、チップとデールの人気に逆恨みした事がきっかけで、2人の偽造版作品を作るため捕まえようとしていた。

## 世界の童話・オールカラー版
服装は服の色が濃い緑色で黄色のズボンを着る。帽子の色は赤一色である。髪の色が橙色、ベルトは赤と黄色の縞々になっている。
- これはディズニーアニメからクレームを受けるおそれがあったための配慮である[要出典]。

## Burbank Films版
服装は服の色が黄緑色で緑色のズボンを着る(服にはボタンがついている)。帽子についている羽の色はだいだい色である(腕にはこげ茶のリストバンドをしていて、茶色い靴を履いている)。髪の色がリストバンド同様、こげ茶色になっている。
- これはディズニーアニメからクレームを受けるおそれがあったための配慮である[要出典]。

## ビデオ絵本版
服装は服とズボンの色が青色で葉っぱの飾りをつけていて、短剣を持っている。

## 小学館　ファミリーアニメ・世界の童話(世界めいさく童話)版
服装はレオタードと帽子の色が緑色で先だけが黄色い羽の飾りをつけていて、ベルトには短剣を差している。

## 世界名作劇場版
冒険といたずらが大好きで、嫌いなものは退屈。笛を吹くのが上手で、その笛から奏でられる音色は様々。少々いい加減な性格で忘れっぽく、仲間の名前もなかなか覚えられない。服装は服の色が肌色で茶色のチョッキを着る。1時間枠での初回放送版ことスペシャル放送版(後の第1話と第2話)では、ウェンディの夢の中に現れフック船長と対決した後、今度はそのウェンディの家に現れ木馬に乗ってあそんでいた。しかしそこへ現れたナナに驚いて逃げてしまった。その際、自分の影を落としてしまった。再度ウェンディの家に現れた際はティンクと一緒にやって来た。ウェンディに自分の影を縫ってもらったお礼に、首飾りをあげた。ウェンディ達がピンチになっている時に、遊びに行ってしまう描写が毎回あるが、第3話では海賊からウェンディ達を守ったり、第14話ではスリルム山に出かけたマイケルを探して見つけ出した後カーリー達の許へ送ったり、第15話ではチェッコの言葉を聞いて海賊船の中に潜入、船長室の中の机の引き出しをティンクと一緒に探ったりしていた。(しかし途中でネバーランドの模型で遊んだり、フック船長の帽子を被って居眠りしていた)。第9、16話では、ウェンディと喧嘩してすねてしまうが、最後は仲良くなった描写がある。41話にてウェンディの娘ジェーンと出会い共に冒険の旅に出る。
- 服の色が茶色なのは、原作の服の色が『筋だらけになった枯れ葉と木からにじみ出る汁でできた服』という事になっているためである。

## Peter Pan and the Pirates版
服装はレオタードの色がこげ茶色で黄土色のマントを着る。
- 世界名作劇場版やBurbank Films版と同様、クレームを避けるための配慮である[要出典]。

## 十二戦支 爆烈エトレンジャー版
「十二戦支 爆烈エトレンジャー」15話「えっ?飛べないピーターパン」に登場。
パカラッチの呼びかけに応えるかのごとく登場するが、その後にウェンディとデートの約束を破ってしまう。
- これもディズニーアニメから版権の問題でクレームを受けるおそれがあったための配慮である。
- 赤い帽子と靴と、青いズボン、明るい茶色の服を着る。因みに中の服は、明るい緑色。

## あいうえおアニメ世界の童話版
外見上、ディズニー版に似ているが、枯葉のような形の羽根飾りと、こげ茶の髪が特徴(髪型もかなり異なっている)。

## ポプラ社・スーパー・アニメファンタジー版
青緑色の帽子と靴と、緑色の服を着る。ディズニー版同様、短剣を持っている。帽子に赤のリボンを着けている。ベルトをしている。
- これもディズニーアニメから版権の問題でクレームを受けるおそれがあったための配慮である。
- ビデオ絵本版同様、ディズニーアニメから版権の問題でクレームを受けるおそれがあったための配慮である。
- ビデオ絵本版や、ディズニー版同様、短剣を持っている。

## 世界名作ファンタジー版
服装は服と帽子、靴の色が緑色で青緑色のズボンを着る。スーパー・アニメファンタジー版同様、ベルトをしている。
- ビデオ絵本版、スーパー・アニメファンタジー版同様、ディズニーアニメから版権の問題でクレームを受けるおそれがあったための配慮である。

## 世界名作アニメ絵本版
服装はチョッキの色が黄緑色で、緑色の服と黄緑色のズボンと青緑色の帽子と靴を着る。帽子に緑色の羽を着けている。首に緑色のスカーフをしている。

## ブティック社(よい子とママのアニメ絵本)版
黄髪をしていて、葉っぱでできた緑色の服と、緑色のレオタードを着る。
- 緑色の長い帽子と赤い靴、短剣付のベルトを着ている。

## はじめてのえいご・めいさくどうわ版
茶髪をしていて、青いチョッキと、赤いスカーフーと、黄色の服と緑色のズボンを着る。帽子に白い羽を着けている。
- スーパー・アニメファンタジー版、世界名作ファンタジー版、世界名作アニメ絵本同様、ディズニーアニメから版権の問題でクレームを受けるおそれがあったための配慮である。
- スーパー・アニメファンタジー版やビデオ絵本版、世界名作ファンタジー版、ディズニー版同様、短剣を持っている。

## ポプラポケット文庫版
服装は服と帽子、スカーフ、靴の色が緑色で青緑色のズボンを着る。

## こどものミュージカル・ピーター・パンのぼうけん物語版
濃い緑の服と黒い線のはいった羽のついた緑の帽子を着ている。

## 劇団飛行船 マスク劇版
服装はレオタードの色が緑色で葉っぱだらけの服を着る。

## スティーヴン・スピルバーグ版
映画『フック』（1991年、アメリカ映画）では老いたウェンディを見て子供であるのはやめてピーター・バニングと名をかえて40歳の大人となって弁護士となる。中盤で、記憶を取り戻す（息子のジャックが打った野球ボールが頭に当たったため）。そして新しい迷子たち（ロストボーイズ）とルフィオと共にフック船長と海賊たちに闘いを挑む。最後はフック船長に勝利した後、現実世界へ帰還。息子のジャックと娘のマギー、妻のモイラと友人のウェンディとトゥートルズと共に幸せに暮らした。
- 猛烈な仕事人間ではあるものの、その為か家族からは嫌われている設定になっている。

### ティンカー・ベルとの初めての出逢い
- 回想シーンの中で、ピーター・パンと妖精ティンカー・ベルとの初めての対面のシーンが描写されており、初めて逢ったとき、ピーターがまだ生後7日目の赤ん坊であったことが明かされている。

内容は、ロンドンの郊外近くの丘で生後7日目の赤ちゃんの「ピーター・バニング」（Baby "Peter Banning"）と熊のぬいぐるみ「タディ」(Teddy bear "Taddei")が寝かされている乳母車が、母親が知人の女性と会話している最中に強風で乳母車ごと坂道を転がり落ちてしまい行方不明となる。乳母車は森林の奥の広場の円形の石畳にぶつかり、その衝撃で外に放り出され石畳の上に叩きつけられて転がってしまう。夜になり、雨が降っても母親さえ探しに来ることが無ければ、近辺の住人誰一人も来ることもなく、生後7日目の赤ちゃんは石畳の上の真ん中で叩きつけられたうえに転がされた激しい痛みと誰もいない寂しさに両手両足をバタバタしながら大声で涙を流しながら泣き続けていた。その時に妖精ティンカー・ベルと初めて顔合わせとなり、妖精の粉を掛けてもらった後に赤ん坊は、熊のぬいぐるみ「タディ」の右手を握りしめながら一緒に妖精の左手を握り、『ネバーランド』へと旅立っていくという設定となっている。
ただし、妖精ティンカー・ベルが、熊のぬいぐるみ「タディ」を持ったままの生後7日目の赤ちゃん「ピーター・バニング」を連れて『ネバーランド』へと旅立っていくというイラストが描かれたこともなければ、初めて『ネバーランド』に来た時とその後の出来事や成長の記録までは、アニメ、映画、書籍などのメディアでは、オリジナルでも一度もまだ描写されていない。この時期は、本名「ピーター・バニング」であり、『ピーター・パン』に名を改めるのはもっと先の事である。

## ユニバーサル・ピクチャーズ版
映画 『ピーター・パン』（2003年、米・英・豪合作映画）でもちょっと気取り屋であるが勇気ある少年で緑の服を着ている。

## 角川つばさ文庫版
ディズニー版と同じ姿をしているが、全体的にアレンジされている。

## ワンス・アポン・ア・タイム版
テレビドラマ『ワンス・アポン・ア・タイム』（アメリカ合衆国、ABC系列で2011年に放送開始）では第3シーズンより登場。頭脳明晰で恐ろしいキャラクターで、笛吹き男と同一人物という設定である。

## ネバーランドの子供
バラエティ番組『トリビアの泉 〜素晴らしきムダ知識〜』において「童話「ピーター・パン」でピーター・パンの仲間に子供しかいないのはピーター・パンが成長した子供を殺しているから」という内容のトリビアが放映されたことがあった。
- 番組中ではJ・M・バリー資料館の広報に話を聞き、広報はピーター・パンが殺していると肯定、『ピーター・パンとウェンディ』の原文中の2つの文章を組み合わせてそのトリビアの根拠としていた[3]。その2つの文章とは「ピーターは執念深く、できるだけ速く大人たちを殺そうとしていた」と訳せる部分および「子供たちが大人になったようなときには、それは規則違反なので、ピーターは彼らを間引いた」と訳せる部分である[3]。
- だが前者については、「誰かが息をするたび大人が一人死ぬ」というネバーランドでの言い伝えに基づいてピーター・パンが激しく息をしていた場面での事で、しかもここではハッキリと“大人”となっており“成長した子供”とはなっていない。これは、ウェンディが父母への思いから「家に帰る」と言い出したことで、何もかも台無しにしてしまう大人への怒りと復讐心から取った行動である[4]。さらに後者の文章とは全く関わりが無い[注釈 4]。後者の文章についても、ネバーランドに居る迷子の子供達の数についての説明の中で、「ピーターに間引かれてしまいます」と表現されてはいるものの、単にピーター・パンを「隊長」とするコミュニティから追い出されるだけなのか、殺してしまうのかは不明である。ただ、その直前に「殺されたりなんかするので」との一文があり、ピーター・パンが迷子たちを殺したとは言ってはいない[5]ものの、第5章の最初から「～間引かれてしまいます」までを読むと、“ピーターパンに殺される”か、“海賊に殺される”か、もしくは“迷子たち同士で殺している”とのいずれかの解釈が成り立ちうる事は確かである。[注釈 5]
- 番組では子供の殺害方法はピーター・パンが持っている剣で刺した、右手を食われたフック船長のようにワニに食べさせた、ティンカー・ベルと手を組んで空中に持ち上げてから落とした、3つの説が挙げられた[3]。
- 確認VTR終わりでは「大人の階段の先にはピーター・パンが待ち受けていた」と形容された[3]。

## 演じた役者・声優
ミュージカルで演じた人物については、ピーター・パン (ミュージカル)を参照。
- ピーター・パン（1953年、アメリカ映画、アニメ） - ボビー・ドリスコール（後藤真寿美（ポニー版）、岩田光央（ブエナ・ビスタ版））
- ビデオ絵本（1988年、日本の子供向け短編アニメビデオ、ウォーカーズカンパニー） - 安達忍
- ピーターパンの冒険（1989年、日本のテレビアニメ、世界名作劇場） - 日髙のり子
- Peter Pan and the Pirates（1990年、アメリカのテレビアニメ） - ジェイソン・マースデン
- フック（1991年、アメリカ映画） - ロビン・ウィリアムズ（樋浦勉）
- ピーター・パン2 ネバーランドの秘密（2002年、アメリカ映画、アニメ） - ブレイン・ウィーバー（林勇）
- ピーター・パン（2003年、アメリカ映画） - ジェレミー・サンプター（進藤一宏）
- ネバーランド（2003年、アメリカ映画） - ケリー・マクドナルド（宮地真緒）
- ネバーランド (2011)（2011年、アメリカのテレビ映画） - チャーリー・ロウ（手塚祐介）
- ピーターパン 新たなる冒険（2012年、仏印共作のテレビアニメ、カートゥーンネットワーク） - 高梨謙吾
- ワンス・アポン・ア・タイム（2011年 - 、アメリカのテレビドラマ、ABC系列） - ロビー・ケイ（※ピーター・パンは2013年より登場）[6]
- DISCOVER WORLD THEATRE vol.11「ウェンディ&ピーターパン」（2021年、日本で上演された舞台）- 中島裕翔[7]